# Mbarika
Mbarika è una circoscrizione rurale (rural ward) della Tanzania situata nel distretto di Misungwi, regione di Mwanza. Conta una popolazione di 15 216 abitanti (censimento 2012).